# Torneo Apertura 2002 (El Salvador)
El Torneo Apertura 2002 fue el noveno torneo corto desde la creación del formato de un campeonato Apertura y Clausura, que se juega en la Primera División de El Salvador. FAS se proclamó campeón por decimotercera vez en su historia, y segunda ocasión en este tipo de competencia.

## Formato de competencia
El torneo clausura se desarrolla de la misma forma que el torneo de temporada anterior, en dos fases:
- Fase de clasificación: los dieciocho días del campeonato.
- Fase final: los partidos de ida y vuelta que van desde las semifinales hasta la final.

### Fase de clasificación
Durante la fase de clasificación, los diez equipos se enfrentan a los otros nueve equipos dos veces según un calendario elaborado al azar. Los cuatro mejores equipos se clasifican para las semifinales, mientras que el último desciende a la Segunda División .
La clasificación se basa en la escala de puntos clásica (victoria a 3 puntos, empate a 1, derrota a 0). El desempate final se basa en los siguientes criterios:
- El número de puntos.
- La diferencia de goles general.
- El número de goles marcados.

## Relevo anual de clubes
Atlético Marte terminó último en la tabla general del Torneo Clausura 2002 y fue relegado a la Liga de Plata, tras permanecer por 54 temporadas en Primera División. Fue reemplazado por el campeón de la Segunda Arcense que ascendió a la máxima división por primera vez en su historia.
| Pos | a Primera |
| --- | --------- |
| 1°  | Arcense   |

| Pos | a Segunda      |
| --- | -------------- |
| 10° | Atlético Marte |

## Equipos participantes

### Equipos por departamento
| Departamento | N.º | Equipos                            |
| ------------ | --- | ---------------------------------- |
| La Unión     | 2   | Atlético Balboa y Municipal Limeño |
| San Salvador | 2   | Alianza, Atlético Marte            |
| San Miguel   | 2   | Águila, Dragón                     |
| Santa Ana    | 2   | FAS e Isidro Metapán               |
| La Libertad  | 1   | Arcense                            |
| Usulután     | 1   | Luis Ángel Firpo                   |

### Información de los equipos
| Equipo           | Entrenador               | Ciudad             | Estadio                  |
| ---------------- | ------------------------ | ------------------ | ------------------------ |
| Águila           | Hugo Coria               | San Miguel         | Juan Francisco Barraza   |
| Alianza          | Julio Escobar            | San Salvador       | Cuscatlán                |
| Arcense          | Ricardo Guardado         | Ciudad Arce        | Wismar                   |
| Atlético Balboa  | Juan Quarentone          | La Unión           | Marcelino Imbers         |
| Dragón           | José Mario Martínez      | San Miguel         | Juan Francisco Barraza   |
| FAS              | Alberto Agustín Castillo | Santa Ana          | Óscar Alberto Quiteño    |
| Isidro Metapán   | Edwin Portillo           | Metapán            | Jorge "Calero" Suárez    |
| Luis Ángel Firpo | Miloš Miljanić           | Usulután           | Sergio Torres Rivera     |
| Municipal Limeño | Henry Vanegas            | Santa Rosa de Lima | Dr. Ramón Flores Berríos |
| San Salvador     | Rubén Alonso             | San Salvador       | Cuscatlán                |

## Tabla general
| Pos. | Equipos          | PJ | PG | PE | PP | GF | GC | Dif. | Pts. |
| ---- | ---------------- | -- | -- | -- | -- | -- | -- | ---- | ---- |
| 1.   | FAS              | 18 | 10 | 5  | 3  | 24 | 20 | +4   | 35   |
| 2.   | Municipal Limeño | 18 | 9  | 4  | 5  | 33 | 19 | +14  | 31   |
| 3.   | San Salvador     | 18 | 7  | 7  | 4  | 28 | 21 | +7   | 28   |
| 4.   | Águila           | 18 | 6  | 9  | 3  | 26 | 20 | +6   | 27   |
| 4.   | Luis Ángel Firpo | 18 | 7  | 6  | 5  | 23 | 24 | -1   | 27   |
| 6.   | Isidro Metapán   | 18 | 5  | 6  | 7  | 22 | 24 | -2   | 21   |
| 7.   | Arcense          | 18 | 5  | 6  | 7  | 15 | 17 | -2   | 21   |
| 8.   | Atlético Balboa  | 18 | 4  | 5  | 9  | 21 | 31 | -10  | 17   |
| 9.   | Alianza          | 18 | 3  | 7  | 8  | 17 | 22 | -5   | 16   |
| 10.  | Dragón           | 18 | 3  | 7  | 8  | 20 | 31 | -11  | 16   |

|  | Líder, clasificado para las semifinales. |
|  | Clasificados para las semifinales.       |
|  | Repechaje por el cuarto lugar.           |

### Juego de desempate por el cuarto lugar
| 8 de diciembre de 2002 | Águila | 1 - 3 | Luis Ángel Firpo |  |  |

## Fase final

### Cuadro de desarrollo
|  | Semifinales                                    | Semifinales                                    | Semifinales                                    | Semifinales                                    | Semifinales                                    |   |       | Final           | Final           | Final           |  |
|  | 12 de diciembre (ida) 15 de diciembre (vuelta) | 12 de diciembre (ida) 15 de diciembre (vuelta) | 12 de diciembre (ida) 15 de diciembre (vuelta) | 12 de diciembre (ida) 15 de diciembre (vuelta) | 12 de diciembre (ida) 15 de diciembre (vuelta) |   |       | 22 de diciembre | 22 de diciembre | 22 de diciembre |  |
|  |                                                |                                                |                                                |                                                |                                                |   |       |                 |                 |                 |  |
|  |                                                |                                                |                                                |                                                |                                                |   |       |                 |                 |                 |  |
|  | 1°                                             | FAS                                            | 2                                              | 3                                              | 5                                              |   |       |                 |                 |                 |  |
|  | 1°                                             | FAS                                            | 2                                              | 3                                              | 5                                              |   |       |                 |                 |                 |  |
|  | 5°                                             | Luis Ángel Firpo                               | 0                                              | 0                                              | 0                                              |   |       |                 |                 |                 |  |
|  | 5°                                             | Luis Ángel Firpo                               | 0                                              | 0                                              | 0                                              |   | 1°    | FAS             | 3               |                 |  |
|  |                                                |                                                |                                                |                                                |                                                |   | 1°    | FAS             | 3               |                 |  |
|  |                                                |                                                | 3°                                             | San Salvador                                   | 1                                              |   |       |                 |                 |                 |  |
|  | 2°                                             | Municipal Limeño                               | 3°                                             | San Salvador                                   | 1                                              | 3 | 2 (2) | 5               |                 |                 |  |
|  | 2°                                             | Municipal Limeño                               |                                                |                                                |                                                | 3 | 2 (2) | 5               |                 |                 |  |
|  | 3°                                             | San Salvador                                   | 4                                              | 1 (3)                                          | 5                                              |   |       |                 |                 |                 |  |
|  | 3°                                             | San Salvador                                   | 4                                              | 1 (3)                                          | 5                                              |   |       |                 |                 |                 |  |
|  |                                                |                                                |                                                |                                                |                                                |   |       |                 |                 |                 |  |

### Final
| 22 de diciembre de 2002 | FAS                       | 3 - 1 | San Salvador | Estadio Cuscatlán, San Salvador |                           |
|                         | Reyes 6', 14', 70' (pen.) |       | 5' Garcés    | Árbitro(s): Ramón Argueta       | Árbitro(s): Ramón Argueta |

|                         |
| Campeón FAS 13.° título |